# Lawrence Livermore
Lawrence Livermore (ur. 1947) to amerykański muzyk, producent płytowy, dziennikarz muzyczny. Jest założycielem wytwórni płytowej Lookout! Records, która wspiera poppunkowe zespoły.